# Hieracium devoratum
Hieracium devoratum es una especie de planta con flor del género Hieracium, de la familia Asteraceae, orden Asterales.

## Distribución
Hieracium devoratum se distribuye por España.

## Taxonomía
Fue descrita científicamente por Mateo, Egido & Gomiz. Fue publicada en Flora Montiber.